# Skarvgaddlägnen
Skarvgaddlägnen är ett skär i Åland (Finland). Det ligger i den östra delen av landskapet, 60 km öster om huvudstaden Mariehamn. Skarvgaddlägnen ligger på ön Sandskär.
Terrängen runt Skarvgaddlägnen är mycket platt. Trakten är glest befolkad. Närmaste större samhälle är Kökar, 12,0 km sydväst om Skarvgaddlägnen. 